# Mimoplocia splendens
Mimoplocia splendens là một loài bọ cánh cứng trong họ Cerambycidae.